# Sematophyllum pennellii
Sematophyllum pennellii är en bladmossart som beskrevs av Robert Statham Williams 1925. Sematophyllum pennellii ingår i släktet Sematophyllum och familjen Sematophyllaceae. Inga underarter finns listade i Catalogue of Life.